# Salmo 76
Il salmo 76 (75 secondo la numerazione greca) costituisce il settantaseiesimo capitolo del Libro dei salmi.
È tradizionalmente attribuito ad Asaf. La Chiesa cattolica lo utilizza nella liturgia delle ore.